# Cvi Segal
Cvi Segal (hebrejsky: צבי סגל, 1965–1901) byl revizionistický sionistický aktivista a signatář izraelské deklarace nezávislosti.

## Život
Ve 40. letech byl (jakožto člen Irgunu) vězněný v Latrunu, deportován a internován britskou mandátní správou v africké Eritreji. V letech 1940 až 1948 byl viceprezidentem revizionistického hnutí. Po podpisu deklarace nezávislosti byl kooptován do Prozatímní státní rady za stranu ha-Cohar, kde byl členem výboru financí. Politiku opustil poté, co Menachem Begin založil konkurenční hnutí Cherut. Po odchodu z politiky se věnoval obchodu s nemovitostmi.